# محوطه شمس‌آباد ۱۱
محوطه شمس‌آباد ۱۱ مربوط به هزاره سوم قبل از میلاد است و در شهرستان ایرانشهر، بخش بمپور غربی، ۹۰۰ متری شمال شرق روستای شمس‌آباد واقع شده و این اثر در تاریخ ۲۶ اسفند ۱۳۸۷ با شمارهٔ ثبت ۲۵۹۳۳ به‌عنوان یکی از آثار ملی ایران به ثبت رسیده است.